# Penisa rosea
Penisa rosea là một loài bướm đêm trong họ Noctuidae.